# Graevenitz-Stiftung
Die Graevenitz-Stiftung in Stuttgart, auch bekannt als Stiftung Fritz von Graevenitz, wurde am 29. April 2002 durch die Erben des Künstlers Fritz von Graevenitz gegründet.

## Sinn und Ziele
Die Hauptaufgaben sind die Förderung von Bildung, Wissenschaft und Kunst sowie die Erhaltung und Pflege der künstlerischen Werke und der Gedenkstätte des Malers, Bildhauers und Lehrers Fritz von Graevenitz. Auch soll dadurch die Erhaltung des Graevenitz-Museums auf der Solitude bei Stuttgart-West gesichert werden.
Wissenschaftliche Arbeiten über Fritz von Graevenitz und die Restaurierungen seiner Werke, die sich im öffentlichen Besitz befinden, werden zudem unterstützt. Nicht zuletzt wird dabei ein Kernbestand seiner Werke am Entstehungsort für die Nachwelt bewahrt.
Verwaltet wird die Stiftung durch die Heidehof Stiftung GmbH in Stuttgart (ursprünglich als Stiftung für Bildung und Behindertenförderung, kurz SBB, bezeichnet).